# Kh-22 (ミサイル)
Kh-22（ロシア語: Х-22）は、ソビエト連邦（ソ連）のラドゥガ設計局が開発した長射程空対艦ミサイル。西側諸国においては、アメリカ国防総省（DoD）識別番号としてはAS-4、NATOコードネームでは「キッチン」と呼ばれた。アメリカ海軍の航空母艦およびそれを中核とした空母打撃群を攻撃することを目的としており、超音速で目標に突入するため迎撃が困難で「空母キラー」と呼ばれる。通常弾頭と核弾頭が用意される。
2022年ロシアのウクライナ侵攻においては、ロシア連邦軍により空対地ミサイルとして転用されている。

## 開発
第二次世界大戦における海戦の分析が終わった1940年代終わりから1950年代初めにおいて、ソビエトの軍事研究者は、大規模な海戦が起こる時代は終わり、これからは仮想敵に対抗する際に同じ大規模の艦隊を用いずとも遠距離攻撃手段（スタンドオフ兵器）により目的が達成されると考えた。
巡航ミサイルが、それまでの航空爆弾や航空魚雷による敵艦への空襲を代替できると想定し、ソ連空軍とソ連海軍航空隊の司令官は、爆撃機をミサイル運搬手段に転換し、海岸沿いや離島にある飛行場から接近する敵の艦隊や任務部隊を迎撃できることとした。この目的に沿ってラドゥガ設計局はKh-22を開発し、ツポレフTu-22の兵装として使用した。

## 構造
Kh-22は、TG-02（Tonka-250）を燃料、抑制赤煙硝酸（Inhibited Red Fuming Nitric Acid）を酸化剤とするIsayev液体燃料ロケットエンジンを使用し、最大飛翔速度マッハ4.6、射程600km（320海里）である。高高度飛行と低高度飛行の2モードを持つ。
高高度飛行モードでは27,000mまで上昇し、高速で目標に向かって急降下で突入する。この時の速度はマッハ4.6に達する。低高度飛行モードでは12,000mまで上昇し、マッハ3.5で緩降下し、最終接近時には500m以下の高度をとる。
ミサイルは、中間航程では電波高度計とジャイロ・スタビライザーによるオートパイロット、終末航程ではアクティブ・レーダー・ホーミング（ARH）方式で誘導される。
ソビエトにおける試射では、1,000kgの成型炸薬弾頭を使用した際に直径5m、深さ12mの穴を作った。

## 運用
Kh-22の運用開始は1962年であった。主として発射プラットフォームにはTu-22M「バックファイア」が用いられたが、Tu-22KやTu-95K-22も使用された。
2022年ロシアのウクライナ侵攻では、ウクライナへの攻撃に使用された。2022年6月、ウクライナ中部の都市クレメンチュクの軍事施設の攻撃に使用されたが、工場に隣接するショッピングセンターに着弾。18人以上が死亡した。この他にも住宅地に着弾した例が報告されており、Kh-22の命中精度の低さが原因の一つと見られている。ウクライナ当局は、2023年1月の時点で210発以上が打ち込まれていること、撃墜する手段がないことを明らかにしている。

## 派生型

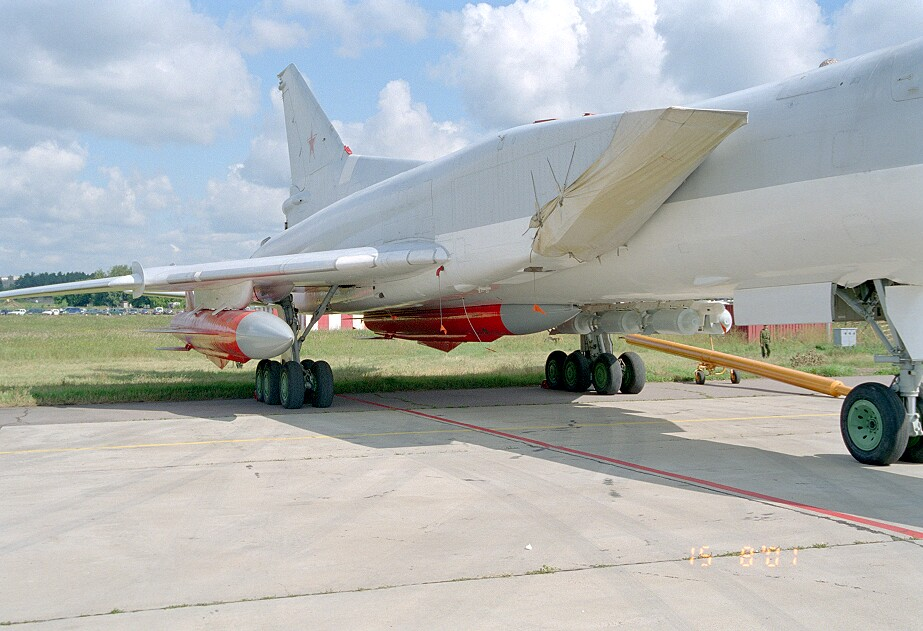
Tu-22M3に搭載されたKh-22

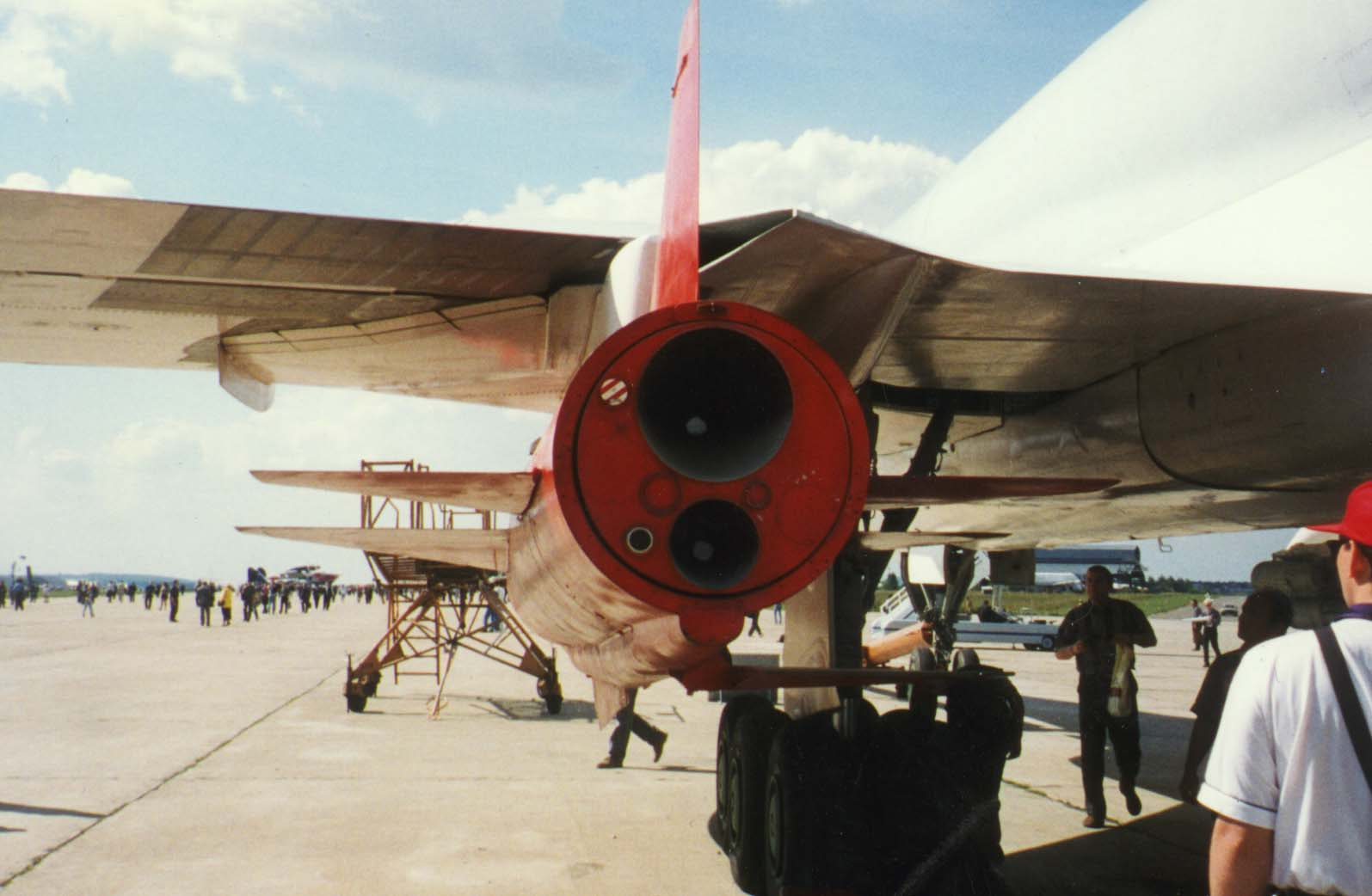
Tu-22M3に搭載されたKh-22

当初は2つのバリエーションが製造された。1つは大きな通常弾頭のKh-22で、もう1つは350-1000キロトン（TNT換算）の核弾頭を持つKh-22Nであった。
1970年代なかばに対レーダーミサイルとしてKh-22Pが追加された。1970年代に、新たな攻撃プロファイル、射程延長、データリンクによる中間誘導更新などの機能を持ったKh-22MとKh-22MAにアップグレードされた。
Kh-22
通常弾頭版
Kh-22N
核弾頭版
Kh-22P
対レーダーミサイル
Kh-22M
通常弾頭版のアップグレード
Kh-22MA
核弾頭版のアップグレード
Kh-22E
輸出用の通常弾頭版
Kh-32
新型ロケットモーター・新型シーカーヘッドを採用した通常弾頭の後継機。現在もTu-22M3向けに供給されている。

## 運用国

### 現在の運用国
ロシア
ロシア空軍

### 過去の運用国
ソビエト連邦
ソ連空軍
 ウクライナ
Tu-22Mの廃棄に伴い423発を廃棄した。ロシアへの債務返済の一部として300発以上を引き渡したとも報道されている。